# 阿弥陀寺 (練馬区)
阿弥陀寺（あみだじ）は、東京都練馬区にある時宗の寺院。山号は慈光山。本尊は阿弥陀如来。区内唯一の時宗寺院。

## 由緒
正平・文和年間（1352年-1355年）に、遊行8代渡船（とせん）上人により、当地に時宗集団が生まれ、その拠点であったといわれる。康暦2年（1380年）には境内仏堂として成立し、江戸時代のころには、品川の長徳寺の説教所（阿弥陀堂）として付近の信徒を集めていた。その後、遊行69代一蔵上人が長徳寺の住職であったころ、一寺院として独立の動きが活発となり、忍善和尚の尽力で独立した。山号は、太平洋戦争後、遊行71代隆宝上人よりいただいたもの。
本堂前に「ひぎり地蔵」（享保14年（1729年））がある。

## 文化財
阿弥陀寺の半鐘
練馬区登録有形文化財（1991年登録）。

阿弥陀寺の伏せ鉦
あみだじのふせがね。練馬区登録有形文化財（1996年登録）。

## 所在地
- 東京都練馬区練馬1-44-10